# Comuna Zahirți, Lanivți
Zahirți (în ucraineană Загірці) este o comună în raionul Lanivți, regiunea Ternopil, Ucraina, formată din satele Mîhailivka și Zahirți (reședința).

## Demografie
Componența lingvistică a comunei Zahirți
     Ucraineană (99,14%)
     Alte limbi (0,87%)
Conform recensământului din 2001, majoritatea populației comunei Zahirți era vorbitoare de ucraineană (99,14%), existând în minoritate și vorbitori de alte limbi.